# Peñaparda
Peñaparda település Spanyolországban, Salamanca tartományban. Peñaparda Gata, El Payo, Fuenteguinaldo, Robleda, Villasrubias és Santibáñez el Alto községekkel határos. Lakosainak száma 308 fő (2024).

## Népesség
A település népessége az elmúlt években az alábbi módon változott:
| Lakosok száma | 470  | 442  | 438  | 418  | 392  | 384  | 369  | 353  | 326  | 308  |
|               | 2001 | 2004 | 2007 | 2009 | 2012 | 2014 | 2017 | 2019 | 2022 | 2024 |